# Liga das Nações da UEFA C de 2018–19
A Liga das Nações da UEFA C de 2018–19 foi a terceira divisão da edição de 2018–19 da Liga das Nações da UEFA. Foi a primeira edição do torneio envolvendo as 55 associações da UEFA.

## Formato
Quinze equipes foram divididas em quatro grupos, um com três e três com quatro equipes, conforme sua colocação no Ranking da UEFA. Nestes grupos, as equipes jogaram entre si partidas de ida e volta. Após estas seis rodadas, o primeiro colocado de cada grupo é promovido a Liga B, o quarto colocado de cada grupo e o pior entre os terceiros colocados são rebaixados para a Liga D e os intermediários permanecem na Liga C para a edição seguinte. No entanto, devido à reformulação do formato para a Liga das Nações da UEFA de 2020–21, nenhuma equipe acabou sendo rebaixada e algumas equipes em segundo lugar também foram promovidas.
A competição está ligada à qualificação para a Euro 2020, tendo outra chance para se qualificar para a competição. O processo de qualificação principal começará em março de 2019, ao invés de se iniciar em setembro de 2018, logo após a Campeonato do Mundo FIFA de 2018, e vai acabar em novembro de 2019. As quatro divisões indicarão um classificado para o Euro 2020, onde quatro equipas de cada divisão, que não se classificaram para a competição, irão competir num playoff para a competição, em março de 2020. Os classificados ao playoff serão os primeiros colocados de cada grupo, porém se os mesmos já estiverem classificados para o Euro, a vaga será passada a próxima melhor equipa classificada na divisão. Caso houver menos de quatro equipas que ainda não se classificaram para o Euro, o classificado ao playoff será selecionado da divisão seguinte. Os vencedores dos playoffs de cada divisão, com duas semifinais e uma final, será automaticamente classificado ao Campeonato Europeu de Futebol de 2020.

## Participantes
| Equipe     | Coef.  | Pos. |
| ---------- | ------ | ---- |
| Hungria    | 26.486 | 25   |
| Romênia    | 26.057 | 26   |
| Escócia    | 25.662 | 27   |
| Eslovênia  | 25.148 | 28   |
| Grécia     | 24.931 | 29   |
| Sérvia     | 24.847 | 30   |
| Albânia    | 24.430 | 31   |
| Noruega    | 24.208 | 32   |
| Montenegro | 23.912 | 33   |
| Israel     | 22.792 | 34   |
| Bulgária   | 22.091 | 35   |
| Finlândia  | 20.501 | 36   |
| Chipre     | 19.491 | 37   |
| Estónia    | 19.441 | 38   |
| Lituânia   | 18.101 | 39   |

## Grupos
|  | Equipes classificadas à Liga das Nações da UEFA B de 2020–21 |

### Grupo 1
| Pos | Equipe      | Pts | J | V | E | D | GP | GC | SG | Promovido ou rebaixado |  | Escócia | Israel | Albânia |
| --- | ----------- | --- | - | - | - | - | -- | -- | -- | ---------------------- |  | ------- | ------ | ------- |
| 1   | Escócia (P) | 9   | 4 | 3 | 0 | 1 | 10 | 4  | +6 | Promovido à Liga B     |  | —       | 3–2    | 2–0     |
| 2   | Israel (P)  | 6   | 4 | 2 | 0 | 2 | 6  | 5  | +1 | Promovido à Liga B     |  | 2–1     | —      | 2–0     |
| 3   | Albânia     | 3   | 4 | 1 | 0 | 3 | 1  | 8  | −7 |                        |  | 0–4     | 1–0    | —       |

| 7 de setembro de 2018 | Albânia   | 1 – 0     | Israel | Elbasani Arena, Elbasani                  |
| 20:45 (UTC+2)         | Xhaka 55' | Relatório |        | Público: 4 126 Árbitro: HUN Viktor Kassai |

| 10 de setembro de 2018 | Escócia                            | 2 – 0     | Albânia | Hampden Park, Glasgow                  |
| 19:45 (UTC+1)          | Djimsiti 47' (g.c.) · Naismith 68' | Relatório |         | Público: 17 455 Árbitro: SVN Matej Jug |

| 11 de outubro de 2018 | Israel                          | 2 – 1     | Escócia           | Estádio Sammy Ofer, Haifa                     |
| 21:45 (UTC+3)         | Peretz 52' · Tierney 75' (g.c.) | Relatório | Mulgrew 25' (pen) | Público: 10 234 Árbitro: POL Daniel Stefanski |

| 14 de outubro de 2018 | Israel              | 2 – 0     | Albânia | Estádio Turner, Bersebá                      |
| 21:45 (UTC+3)         | Hemed 8' · Saba 83' | Relatório |         | Público: 14 950 Árbitro: ITA Paolo Mazzoleni |

| 17 de novembro de 2018 | Albânia | 0 – 4     | Escócia                                              | Estádio de Loro-Boriçi, Escodra                  |
| 20:45 (UTC+1)          |         | Relatório | Fraser 14' · Fletcher 45+2' (pen) · Forrest 55', 67' | Público: 8 632 Árbitro: RUS Vladislav Bezborodov |

| 20 de novembro de 2018 | Escócia               | 3 – 2     | Israel                | Hampden Park, Glasgow                    |
| 19:45 (UTC+0)          | Forrest 34', 43', 64' | Relatório | Kayal 9' · Zahavi 75' | Público: 21 281 Árbitro: GER Tobias Welz |

### Grupo 2
| Pos | Equipe        | Pts | J | V | E | D | GP | GC | SG | Promovido          |     | Finlândia | Hungria | Grécia | Estónia |
| --- | ------------- | --- | - | - | - | - | -- | -- | -- | ------------------ | --- | --------- | ------- | ------ | ------- |
| 1   | Finlândia (P) | 12  | 6 | 4 | 0 | 2 | 5  | 3  | +2 | Promovido à Liga B |     | —         | 1–0     | 2–0    | 1–0     |
| 2   | Hungria (P)   | 10  | 6 | 3 | 1 | 2 | 9  | 6  | +3 | Promovido à Liga B |     | 2–0       | —       | 2–1    | 2–0     |
| 3   | Grécia        | 9   | 6 | 3 | 0 | 3 | 4  | 5  | −1 |                    |     | 1–0       | 1–0     | —      | 0–1     |
| 4   | Estónia       | 4   | 6 | 1 | 1 | 4 | 4  | 8  | −4 |                    | 0–1 | 3–3       | 0–1     | —      |         |

| 8 de setembro de 2018 | Finlândia | 1 – 0     | Hungria | Estádio de Tampere, Tampere                    |
| 19:00 (UTC+3)         | Pukki 7'  | Relatório |         | Público: 10 220 Árbitro: LTU Gediminas Mažeika |

| 8 de setembro de 2018 | Estónia | 0 – 1     | Grécia        | A. Le Coq Arena, Tallinn                     |
| 21:45 (UTC+3)         |         | Relatório | Fortounis 14' | Público: 5 567 Árbitro: NED Serdar Gözübüyük |

| 11 de setembro de 2018 | Hungria                       | 2 – 1     | Grécia      | Groupama Arena, Budapeste                |
| 20:45 (UTC+2)          | Sallai 15' · Kleinheisler 42' | Relatório | Manolas 18' | Público: 0 Árbitro: BLR Aleksei Kulbakov |

| 11 de setembro de 2018 | Finlândia | 1 – 0     | Estónia | Veritas Stadion, Turku                    |
| 21:45 (UTC+3)          | Pukki 12' | Relatório |         | Público: 4 632 Árbitro: ISR Orel Grinfeld |

| 12 de outubro de 2018 | Grécia        | 1 – 0     | Hungria | Estádio Olímpico, Atenas                   |
| 21:45 (UTC+3)         | Mitroglou 65' | Relatório |         | Público: 9 040 Árbitro: GER Tobias Stieler |

| 12 de outubro de 2018 | Estónia | 0 – 1     | Finlândia   | A. Le Coq Arena, Tallinn                 |
| 21:45 (UTC+3)         |         | Relatório | Pukki 90+1' | Público: 8 087 Árbitro: ENG Craig Pawson |

| 15 de outubro de 2018 | Estónia                                  | 3 – 3     | Hungria                    | A. Le Coq Arena, Tallinn                  |
| 21:45 (UTC+3)         | Luts 20' · Pátkai 70' (g.c.) · Anier 79' | Relatório | Nagy 24' · Szalai 54', 81' | Público: 3 043 Árbitro: TUR Halis Özkahya |

| 15 de outubro de 2018 | Finlândia              | 2 – 0     | Grécia | Estádio de Tampere, Tampere            |
| 21:45 (UTC+3)         | Soiri 46' · Kamara 89' | Relatório |        | Público: 10 107 Árbitro: POL Paweł Gil |

| 15 de novembro de 2018 | Hungria               | 2 – 0     | Estónia | Groupama Arena, Budapeste               |
| 20:45 (UTC+1)          | Orban 8' · Szalai 69' | Relatório |         | Público: 7 775 Árbitro: ALB Enea Jorgji |

| 15 de novembro de 2018 | Grécia              | 1 – 0     | Finlândia | Estádio Olímpico, Atenas               |
| 21:45 (UTC+2)          | Granlund 25' (g.c.) | Relatório |           | Público: 6 376 Árbitro: ITA Luca Banti |

| 18 de novembro de 2018 | Hungria                  | 2 – 0     | Finlândia | Groupama Arena, Budapeste                 |
| 20:45 (UTC+1)          | Szalai 29' · Á. Nagy 37' | Relatório |           | Público: 9 200 Árbitro: SVN Slavko Vinčić |

| 18 de novembro de 2018 | Grécia | 0 – 1     | Estónia                 | Estádio Olímpico, Atenas                      |
| 21:45 (UTC+2)          |        | Relatório | Lambropoulos 44' (g.c.) | Público: 5 179 Árbitro: UKR Yevhen Aranovskiy |

### Grupo 3
| Pos | Equipe       | Pts | J | V | E | D | GP | GC | SG | Promovido          |     | Noruega | Bulgária | Chipre | Eslovénia |
| --- | ------------ | --- | - | - | - | - | -- | -- | -- | ------------------ | --- | ------- | -------- | ------ | --------- |
| 1   | Noruega (P)  | 13  | 6 | 4 | 1 | 1 | 7  | 2  | +5 | Promovido à Liga B |     | —       | 1–0      | 2–0    | 1–0       |
| 2   | Bulgária (P) | 11  | 6 | 3 | 2 | 1 | 7  | 5  | +2 | Promovido à Liga B |     | 1–0     | —        | 2–1    | 1–1       |
| 3   | Chipre       | 5   | 6 | 1 | 2 | 3 | 5  | 9  | −4 |                    |     | 0–2     | 1–1      | —      | 2–1       |
| 4   | Eslovênia    | 3   | 6 | 0 | 3 | 3 | 5  | 8  | −3 |                    | 1–1 | 1–2     | 1–1      | —      |           |

| 6 de setembro de 2018 | Eslovênia | 1 – 2     | Bulgária      | Estádio Stožice, Liubliana               |
| 20:45 (UTC+2)         | Zajc 40'  | Relatório | Kraev 3', 59' | Público: 5 100 Árbitro: ITA Davide Massa |

| 6 de setembro de 2018 | Noruega           | 2 – 0     | Chipre | Ullevaal Stadion, Oslo                    |
| 20:45 (UTC+2)         | Johansen 21', 42' | Relatório |        | Público: 6 572 Árbitro: ROU István Kovács |

| 9 de setembro de 2018 | Bulgária    | 1 – 0     | Noruega | Estádio Nacional Vasil Levski, Sófia         |
| 19:00 (UTC+3)         | Vasilev 58' | Relatório |         | Público: 7 100 Árbitro: POL Daniel Stefanski |

| 9 de setembro de 2018 | Chipre                               | 2 – 1     | Eslovênia | Estádio GSP, Nicósia                         |
| 21:45 (UTC+3)         | Sotiriou 69' · Stojanović 89' (g.c.) | Relatório | Berić 54' | Público: 1 115 Árbitro: LVA Andris Treimanis |

| 13 de outubro de 2018 | Noruega      | 1 – 0     | Eslovênia | Ullevaal Stadion, Oslo                      |
| 18:00 (UTC+2)         | Selnæs 45+5' | Relatório |           | Público: 14 712 Árbitro: GER Daniel Siebert |

| 13 de outubro de 2018 | Bulgária                   | 2 – 1     | Chipre       | Estádio Nacional Vasil Levski, Sófia          |
| 21:45 (UTC+3)         | Despodov 59' · Nedelev 68' | Relatório | Kastanos 41' | Público: 10 000 Árbitro: SRB Srdjan Jovanović |

| 16 de outubro de 2018 | Noruega            | 1 – 0     | Bulgária | Ullevaal Stadion, Oslo                  |
| 20:45 (UTC+2)         | M. Elyounoussi 31' | Relatório |          | Público: 9 523 Árbitro: SCO John Beaton |

| 16 de outubro de 2018 | Eslovênia  | 1 – 1     | Chipre       | Estádio Stožice, Liubliana                                |
| 20:45 (UTC+2)         | Skubic 83' | Relatório | Papoulis 37' | Público: 5 318 Árbitro: DEN Mads-Kristoffer Kristoffersen |

| 16 de novembro de 2018 | Chipre        | 1 – 1     | Bulgária           | Estádio GSP, Nicósia                          |
| 21:45 (UTC+2)          | Zachariou 24' | Relatório | Dimitrov 89' (pen) | Público: 3 844 Árbitro: SWE Mohammed Al-Hakim |

| 16 de novembro de 2018 | Eslovênia | 1 – 1     | Noruega     | Estádio Stožice, Liubliana                |
| 20:45 (UTC+1)          | Verbič 9' | Relatório | Johnsen 85' | Público: 10 254 Árbitro: FRA Ruddy Buquet |

| 19 de novembro de 2018 | Bulgária   | 1 – 1     | Eslovênia | Estádio Nacional Vasil Levski, Sófia      |
| 21:45 (UTC+2)          | Ivanov 68' | Relatório | Zajc 75'  | Público: 3 092 Árbitro: TUR Hüseyin Göçek |

| 19 de novembro de 2018 | Chipre | 0 – 2     | Noruega         | Estádio GSP, Nicósia                   |
| 21:45 (UTC+2)          |        | Relatório | Kamara 36', 48' | Público: 1 513 Árbitro: HUN István Vad |

### Grupo 4
| Pos | Equipe      | Pts | J | V | E | D | GP | GC | SG  | Promovido          |     | Sérvia | Romênia | Montenegro | Lituânia |
| --- | ----------- | --- | - | - | - | - | -- | -- | --- | ------------------ | --- | ------ | ------- | ---------- | -------- |
| 1   | Sérvia (P)  | 14  | 6 | 4 | 2 | 0 | 11 | 4  | +7  | Promovido à Liga B |     | —      | 2–2     | 2–1        | 4–1      |
| 2   | Romênia (P) | 12  | 6 | 3 | 3 | 0 | 8  | 3  | +5  | Promovido à Liga B |     | 0–0    | —       | 0–0        | 3–0      |
| 3   | Montenegro  | 7   | 6 | 2 | 1 | 3 | 7  | 6  | +1  |                    |     | 0–2    | 0–1     | —          | 2–0      |
| 4   | Lituânia    | 0   | 6 | 0 | 0 | 6 | 3  | 16 | −13 |                    | 0–1 | 1–2    | 1–4     | —          |          |

| 7 de setembro de 2018 | Lituânia | 0 – 1     | Sérvia          | Estádio LFF, Vilnius                     |
| 21:45 (UTC+3)         |          | Relatório | Tadić 38' (pen) | Público: 4 378 Árbitro: SCO Bobby Madden |

| 7 de setembro de 2018 | Romênia | 0 – 0     | Montenegro | Estádio Ilie Oană, Ploiești           |
| 21:45 (UTC+3)         |         | Relatório |            | Público: 0 Árbitro: SVK Ivan Kružliak |

| 10 de setembro de 2018 | Sérvia            | 2 – 2     | Romênia                          | Estádio Estrela Vermelha, Belgrado                |
| 20:45 (UTC+2)          | Mitrović 26', 63' | Relatório | Stanciu 48' (pen) · Țucudean 68' | Público: 15 496 Árbitro: RUS Vladislav Bezborodov |

| 10 de setembro de 2018 | Montenegro                     | 2 – 0     | Lituânia | Estádio Pod Goricom, Podgorica           |
| 20:45 (UTC+2)          | Savić 34' (pen) · Janković 35' | Relatório |          | Público: 5 239 Árbitro: DEN Jakob Kehlet |

| 11 de outubro de 2018 | Lituânia  | 1 – 2     | Romênia                   | Estádio LFF, Vilnius                          |
| 21:45 (UTC+3)         | Žulpa 90' | Relatório | Chipciu 13' · Maxim 90+4' | Público: 2 279 Árbitro: FRA François Letexier |

| 11 de outubro de 2018 | Montenegro | 0 – 2     | Sérvia                  | Estádio Pod Goricom, Podgorica               |
| 20:45 (UTC+2)         |            | Relatório | Mitrović 18' (pen), 81' | Público: 10 700 Árbitro: ITA Gianluca Rocchi |

| 14 de outubro de 2018 | Romênia | 0 – 0     | Sérvia | Arena Națională, Bucareste              |
| 16:00 (UTC+3)         |         | Relatório |        | Público: 48 513 Árbitro: NED Kevin Blom |

| 14 de outubro de 2018 | Lituânia      | 1 – 4     | Montenegro                                          | Estádio LFF, Vilnius                             |
| 21:45 (UTC+3)         | Baravykas 88' | Relatório | Mugoša 10', 45+1' (pen) · Kopitović 35' · Zorić 86' | Público: 1 515 Árbitro: AUT Robert Schörgenhofer |

| 17 de novembro de 2018 | Sérvia                    | 2 – 1     | Montenegro | Estádio Estrela Vermelha, Belgrado                    |
| 15:00 (UTC+1)          | Ljajić 30' · Mitrović 32' | Relatório | Mugoša 70' | Público: 15 416 Árbitro: ESP Alberto Undiano Mallenco |

| 17 de novembro de 2018 | Romênia                              | 3 – 0     | Lituânia | Estádio Ilie Oană, Ploiești          |
| 21:45 (UTC+2)          | Pușcaș 7' · Keșerü 47' · Stanciu 65' | Relatório |          | Público: 34 Árbitro: ITA Marco Guida |

| 20 de novembro de 2018 | Sérvia                                                      | 4 – 1     | Lituânia        | Estádio Partizan, Belgrado                |
| 20:45 (UTC+1)          | Žulpa 51' (g.c.) · Mitrović 58' · Prijović 71' · Ljajić 74' | Relatório | Petravičius 64' | Público: 2 088 Árbitro: EST Kristo Tohver |

| 20 de novembro de 2018 | Montenegro | 0 – 1     | Romênia      | Estádio Pod Goricom, Podgorica           |
| 20:45 (UTC+1)          |            | Relatório | Țucudean 44' | Público: 3 574 Árbitro: GER Felix Zwayer |

## Classificação geral
As 15 seleções da Liga C serão ranqueados entre 25º e 39º lugares no geral seguindo as seguintes regras:
- As seleções que terminarem em primeiro no seu grupo serão ranqueados entre 25º e 28º baseados nos resultados da fase de grupos, não levando em conta os resultados contra as seleções quarta-colocadas.
- As seleções que terminarem em segundo no seu grupo serão ranqueados entre 29º e 32º baseados nos resultados da fase de grupos, não levando em conta os resultados contra as seleções quarta-colocadas.
- As seleções que terminarem em terceiro no seu grupo serão ranqueados entre 33º e 36º baseados nos resultados da fase de grupos, não levando em conta os resultados contra as seleções quarta-colocadas.
- As seleções que terminarem em quarto no seu grupo serão ranqueados entre 37º e 39º baseados nos resultados da fase de grupos.

| Rnk | Grp | Equipe     | Pts | J | V | E | D | GP | GC | SG  |
| --- | --- | ---------- | --- | - | - | - | - | -- | -- | --- |
| 25  | 4   | Sérvia     | 14  | 6 | 4 | 2 | 0 | 11 | 4  | +7  |
| 26  | 3   | Noruega    | 13  | 6 | 4 | 1 | 1 | 7  | 2  | +5  |
| 27  | 4   | Romênia    | 12  | 6 | 3 | 3 | 0 | 8  | 3  | +5  |
| 28  | 2   | Finlândia  | 12  | 6 | 4 | 0 | 2 | 5  | 3  | +2  |
|     |     |            |     |   |   |   |   |    |    |     |
| 29  | 3   | Bulgária   | 11  | 6 | 3 | 2 | 1 | 7  | 5  | +2  |
| 30  | 2   | Hungria    | 10  | 6 | 3 | 1 | 2 | 9  | 6  | +3  |
| 31  | 1   | Escócia    | 9   | 4 | 3 | 0 | 1 | 10 | 4  | +6  |
| 32  | 2   | Grécia     | 9   | 6 | 3 | 0 | 3 | 4  | 5  | −1  |
|     |     |            |     |   |   |   |   |    |    |     |
| 33  | 4   | Montenegro | 7   | 6 | 2 | 1 | 3 | 7  | 6  | +1  |
| 34  | 1   | Israel     | 6   | 4 | 2 | 0 | 2 | 6  | 5  | +1  |
| 35  | 3   | Chipre     | 5   | 6 | 1 | 2 | 3 | 5  | 9  | −4  |
| 36  | 2   | Estónia    | 4   | 6 | 1 | 1 | 4 | 4  | 8  | −4  |
|     |     |            |     |   |   |   |   |    |    |     |
| 37  | 3   | Eslovênia  | 3   | 6 | 0 | 3 | 3 | 5  | 8  | −3  |
| 38  | 1   | Albânia    | 3   | 4 | 1 | 0 | 3 | 1  | 8  | −7  |
| 39  | 4   | Lituânia   | 0   | 6 | 0 | 0 | 6 | 3  | 16 | −13 |

## Playoffs para a Euro 2020
As quatro melhores seleções segundo a classificação geral que não se classificaram para o Campeonato Europeu de Futebol de 2020 pelas fase de grupos das eliminatórias irão disputar os playoffs. Se houver menos de quatro equipes na Liga C que não se qualificaram, as vagas restantes serão atribuídas a equipes de outra liga, de acordo com a classificação geral.
| Seleção  |
| -------- |
| Escócia  |
| Noruega  |
| Sérvia   |
| Bulgária |
| Israel   |
| Hungria  |
| Romênia  |